# Tropiduchidae
Tropiduchidae är en familj av insekter. Tropiduchidae ingår i överfamiljen Fulgoroidea, ordningen halvvingar, klassen egentliga insekter, fylumet leddjur och riket djur. Enligt Catalogue of Life omfattar familjen Tropiduchidae 381 arter. 

## Dottertaxa till Tropiduchidae, i alfabetisk ordning[1]
- Achilorma
- Aethomyctus
- Alcestis
- Alcumena
- Alphesiboca
- Amaclardea
- Amapala
- Antabhoga
- Arenasella
- Aripoa
- Athestia
- Barunoides
- Biruga
- Caffrommatissus
- Camerunilla
- Catullia
- Catulliaria
- Catullioides
- Chasmacephala
- Chiotasa
- Clardea
- Colgorma
- Conchyoptera
- Cuneoceps
- Cyphoceratops
- Cyrtomycta
- Daradacella
- Daradax
- Daradaxoides
- Diagrynia
- Dictyotangia
- Dioxyomus
- Durium
- Eilithyia
- Eodryas
- Epora
- Eporiella
- Eucameruna
- Eutropistes
- Ficarasa
- Garumna
- Gastrinia
- Gergithomorphus
- Grynia
- Habrotasa
- Haliartus
- Hebrotasa
- Heinsenia
- Hiracia
- Idiomyctus
- Inkewana
- Isporisa
- Isporisella
- Kallitambinia
- Kallitaxila
- Karna
- Kirongoziella
- Krngeria
- Kusuma
- Ladella
- Lavora
- Leptotambinia
- Leptovanua
- Leusaba
- Macrovanua
- Manganeutes
- Mesepora
- Monopsis
- Montrouzierana
- Neocatara
- Neommatissus
- Neorudia
- Neotangia
- Neotaxilana
- Neurotmeta
- Numicia
- Obedas
- Oechalina
- Oligaethus
- Olontheus
- Ommatissus
- Ossoides
- Paragarumna
- Parahiracia
- Parahydriena
- Paricana
- Paruzelia
- Peggioga
- Pelitropis
- Peltodictya
- Pseudoclardea
- Pseudoparicana
- Pseudotangia
- Remosa
- Rhinodictya
- Rotunosa
- Sakina
- Scenoma
- Scolopsomorpha
- Siebererella
- Sogana
- Stacota
- Stenoconchyoptera
- Stiborus
- Sumbana
- Swezeyaria
- Tambinia
- Tangella
- Tangidia
- Tangiopsis
- Tangyria
- Tauropola
- Teramnon
- Thaumantia
- Thymbra
- Tropiduchodes
- Tropiduchus
- Trypetimorpha
- Turneriola
- Ubis
- Vanua
- Vanuoides
- Varma